# Lockheed Martin

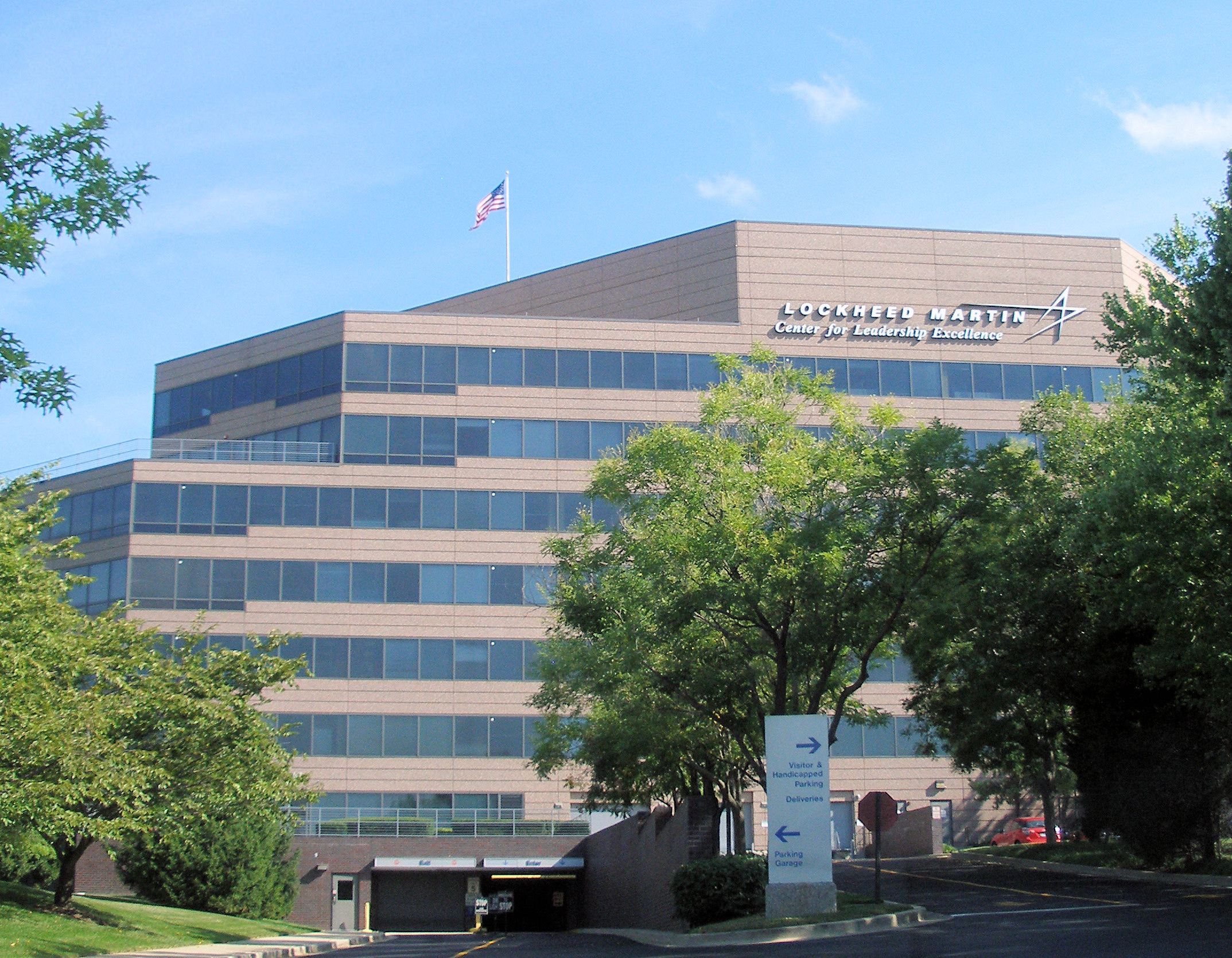
Quartier generale di Lockheed Martin.

La Lockheed Martin è un'impresa statunitense attiva nei settori dell'ingegneria aerospaziale e della difesa, con sede a Bethesda (Maryland). Formatasi nel 1995 dalla fusione tra la Lockheed Corporation e la Martin Marietta, impiega circa 140.000 persone. Nel 2023 la Lockheed Martin risulta essere la più grande impresa del mondo operante nel settore della difesa.

## Attività
L'azienda è il maggior contraente militare degli Stati Uniti; nel 2009, l'85% (38.4 miliardi di dollari) del suo fatturato proveniva dai contratti con il ministero della difesa o con altre agenzie federali, e un altro 13% da governi stranieri.
È attiva in quattro settori di business: aeronautica (27% dei 45.2 miliardi di dollari di fatturato nel 2009), sistemi elettronici (27%), sistemi informativi e soluzioni globali (27%) e sistemi spaziali (19%). Il 31 agosto 2006 la Lockheed Martin si è aggiudicata l'appalto per la costruzione del veicolo spaziale Orione, con il quale la NASA ha intenzione di riportare l'uomo sulla Luna. Il 20 luglio 2015 annuncia di aver comprato Sikorsky da United Technologies per 9 miliardi di dollari.

## Organizzazione
Aeronautica
- Lockheed Martin Aeronautics

Sistemi elettronici
- Lockheed Martin Canada
- Lockheed Martin Australia
- Lockheed Martin Mission Systems and Sensors
- Lockheed Martin Missiles and Fire Control
- Lockheed Martin Global Training and Logistics
- Lockheed Martin Advanced Technology Laboratories
- Sandia Corporation

Sistemi informativi e soluzioni globali
- Lockheed Martin IS&GS-Civil
- Lockheed Martin IS&GS-Defense
- Lockheed Martin IS&GS-National
- Lockheed Martin Orincon
- Lockheed Martin STASYS
- Lockheed Martin Technology Ventures

Spazio
- Lockheed Martin Space Systems

Altro
- LMC Properties
- Lockheed Martin Aircraft Argentina SA (ex Fabrica Militar de Aviones)
- Lockheed Martin Enterprise Business Services
- Lockheed Martin Finance Corporation
- Lockheed Martin U.K.
- Pacific Architects & Engineers – società di proprietà LockMart

Joint ventures
- International Launch Services (con Khrunichev, RSC Energia)
- Lockheed Martin Alenia Tactical Transport Systems (con Leonardo)
- MEADS International (con EADS e MBDA)
- Space Imaging (46%, il restante è pubblico)
- United Launch Alliance (con Boeing)
- United Space Alliance (con Boeing)
- Kelly Aviation Center (con General Electric e Rolls-Royce plc)
- Protector USV – un veicolo terrestre con Rafael Advanced Defense Systems e BAE Systems
- Defense Support Services (DS2) (con Day & Zimmermann)
- Lockheed Martin Jv (con la compagnia indiana Tata Advanced Systems Limited)

## Mars Climate Orbiter
La Lockheed Martin realizzò la sonda Mars Climate Orbiter per la NASA dal costo di 328 milioni di dollari il cui computer di bordo era programmato con il sistema imperiale usato dal produttore al posto del sistema internazionale MKS usato dalla NASA

## Sonda Genesis e Sonda Stardust
La Lockheed Martin realizzò le sonde Genesis e Stardust utilizzando un Accelerometro simmetrico destinato a far atterrare dolcemente le sonde senza attuare le procedure di pre-test sulla sonda elaborate dalla NASA
Genesis aveva il sensore capovolto e non aprì il paracadute distruggendo buona parte del carico utile